# Архелай (цар Єгипту)
Архелай (грец. Ἀρχέλαος) — верховний Жрець міста Комана в Каппадокії. Керував Єгиптом у 56 році до н. е.

## Історія сім'ї
Архелай був Каппадокійським грецьким дворянином, можливо, македонського походження. Він був першим сином і тезкою понтійського високопоставленого генерала Архелая, який брав участь у Мітрідатових війнах, а його брат Діоген був Понтійським солдатом, який служив в армії царя Мітрідата VI Понтійського. Його дядько Неоптолемес був видатним понтійським генералом. Мати царя не відома. Архелай був нащадком короля Мітрідата VI Понтійського. Відповідно до повідомлень Страбона Архелай був сином Мітрідата VI Понтійського, проте це маловірогідно. Хронологічно, Архелай міг бути онуком по материнській лінії понтійського царя; його батько, улюблений генерал Мітрідата VI, міг бути одружений з однією з дочок Мітрідата VI. Існує можливість того, що мати Архелая могла бути понтійською принцесою, однією з дочок, народженою від наложниці Мітрідата VI.

## Правління
63 року до н. е. римський тріумвір, генерал Помпей, призначив Архелая верховним жерцем Комани в Каппадокії. Коли Помпей звів його у сан жерця римської богині війни — Беллони. Сан жерця богині у Команах давав владу Архелаю.
Архелай керував храмом, при якому було близько 6000 рабів, проте він не мав права їх продавати. Жрець збирав значні доходи з прилеглої території. Коли Архелай вже був жерцем, він одружився з невідомою грецькою жінкою, відомо, що вона померла 56 року до н. е. Вони мали двох дітей: одного сина назвали Архелай, ім'я дочки невідоме.
56 року до н. е. проконсул Сирії Авл Габіній готувався до парфянської війни, й Архелай вирушив до Сирії, щоб запропонувати свою допомогу Габінію. Коли Архелай готувався до подорожі, Єгипетська цариця Береніка IV з династії Птолемеїв вирішила вийти заміж за принца царської крові.

## Друге одруження
Влітку 56 року до н. е. Архелай приїхав до Александрії, щоб запропонувати шлюб Береніці IV, стверджуючи, що він син Мітрідата VI. Архелай подарував Береніці особисті дарунки та засвідчив свої військові можливості, щоб стати до шлюбу з нею. Пізніше Архелай і Береніка одружились. То був другий шлюб для обох. Можливо, Береніка зробила Архелая регентом і могла дати йому титул «фараона». Існує папірус, який може бути датований періодом співправління Архелая й Береніки IV.

## Війна і смерть
Римський сенат не дозволив Архелаю брати участь у Парфянській війні. Архелай залишив Габінія таємно або дав йому хабаря, щоб він допоміг Архелаю одружитись з Беренікою IV. У той же час Габіній отримував хабара від батька Береніки IV — Птолемея XII, щоб допомогти йому зайняти єгипетський трон.
Архелай пробув чоловіком Береніки IV тільки шість місяців, Габіній дотримався обіцянки, даної Птолемею XII. У січні-лютому 55 року до н. е. Птолемей XII пішов на Єгипет з армією, щоб забрати його трон. У битві Архелай загинув. Береніка IV та її дочка від першого шлюбу були страчені. Римський тріумвір Марк Антоній, який був другом сім'ї Архелая, знайшов його тіло та поховав його як царя.
Його син став його наступником як верховний жрець і правитель у Комнах.